# 堀内柳南
堀内 柳南（ほりうち りゅうなん、1873年4月20日 - 1932年2月1日）は、山梨県巨摩郡大八田村（現・北杜市長坂町）出身の教育者・俳人。出生名は堀内 常太郎（ほりうち つねたろう）であり、柳南は号である。

## 経歴

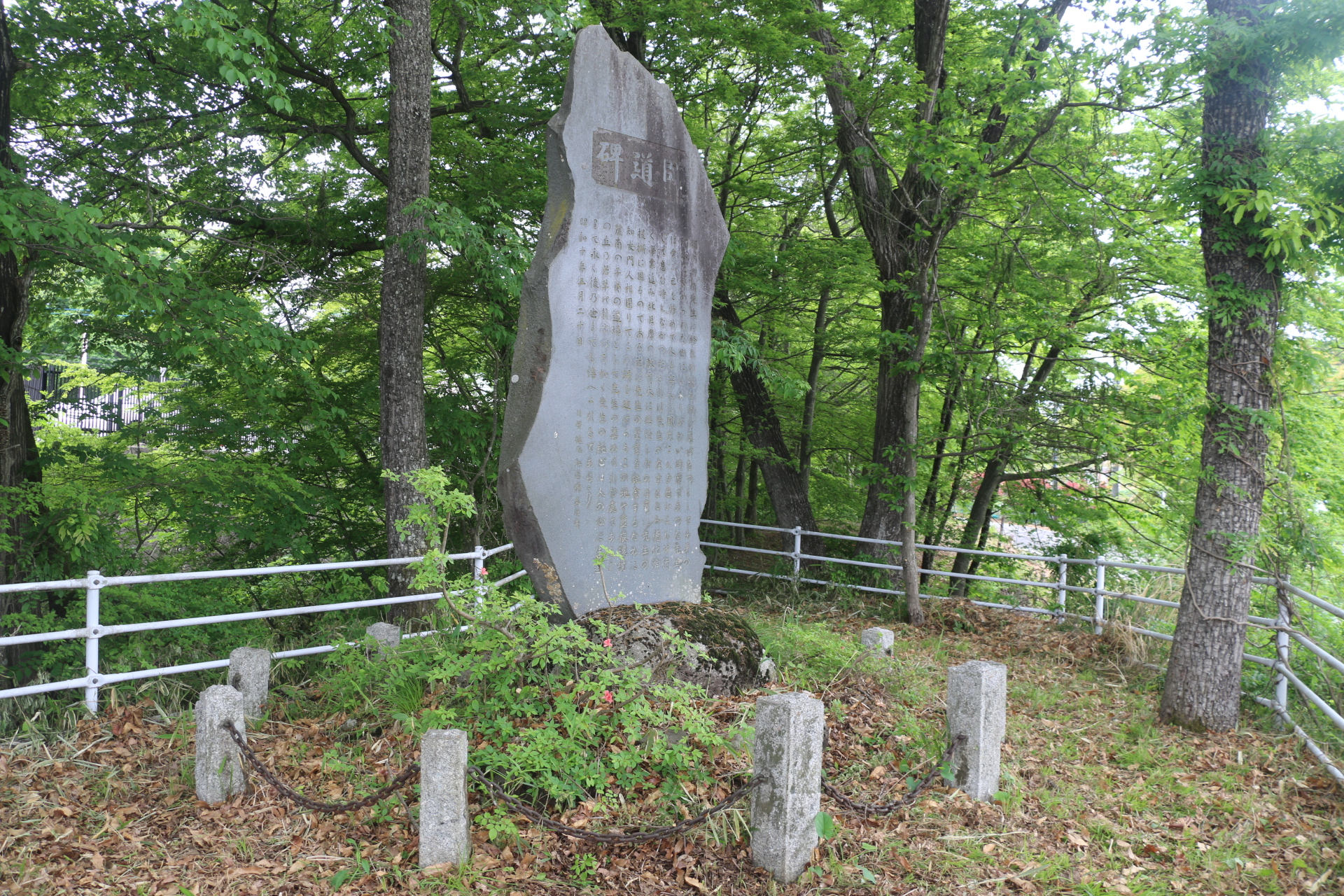
柳南の石碑（師道碑）

1873（明治6）年4月20日、山梨県北巨摩郡秋田村（現・北杜市長坂町大八田）に生まれる。父親は堀内与右衛門。10代後半、自由民権派新聞「峡中日報」編集長を通して俳句と出会う。山梨尋常師範学校卒業後、南都留郡谷村尋常小学校を初任地として33歳まで山梨県内で教鞭を執る。この間、25歳で結婚、28歳で校長職。俳句への思いを断つことができず33歳で職を辞して上京、自由律俳誌「層雲」の同人となるが、同年妻きくを鉄道事故で失い、上京生活1年で郷里へ帰る。教職に復帰し龍岡・秋田・小淵沢・泉・村山西の各尋常高等小学校長を歴任。郷里では教職の傍ら、北巨摩教育会の会長として芥川龍之介を招いた文芸講演会の開催、「峡中新報」の俳句の選者をつとめた。北巨摩郡のすべてを紹介した「北巨摩群勢一班」刊行に当たり編纂主任をつとめた（57歳）。1932年（昭和7年）2月1日、59歳没。

### 教員としての経歴

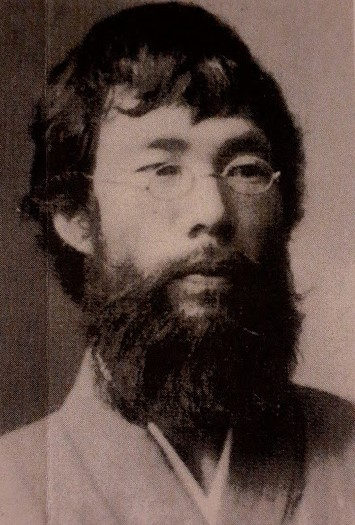
堀内柳南

1896年（明治29）年に山梨尋常師範学校（今日の山梨大学教育学部）を卒業した柳南は、山梨県南都留郡谷村尋常小学校（今日の都留市立谷村第一小学校）に着任し、1931年（昭和6年）まで尋常小学校に勤務した。この間、1907年（明治39年）から1908年（明治40年）にかけて東京市富士尋常小学校（現東京都台東区立富士小学校）に勤務して山梨県を離れるが、山梨県に戻ってからは峡北地方（山梨県韮崎市・旧北巨摩郡）の尋常小学校に勤務した。
1920年（大正11年）に垣内松三作「国語の力」にであった柳南は、全国に先駆けて小学校の授業で実践を試みた。「赤い鳥」を創刊した鈴木三重吉は、1931年（昭和6年）に購読者募集を柳南に依頼し、柳南は教育会の会長と同時に国語教育者として「赤い鳥」に関わった。「赤い鳥」に掲載された10,502点の中で、山梨県内の児童による作品は998点と高い割合を占めているが、点数の約1/2ほどは北巨摩郡の小学校の児童による作品であり、校数の割合も約1/3と高いものになっている。その大半は柳南が勤務した現北杜市内の児童によるものである。
教職歴
- 1896年（明治29年）4月 - 山梨県南都留郡谷村尋常小学校（現・都留市立谷村第一小学校）勤務
- 1901年（明治34年）4月 - 山梨県南都留郡明見尋常小学校（現・富士吉田市立明見小学校校長）
- 1901年（明治34年）12月　山梨県南巨摩郡身延尋常小学校（現・身延町立身延西小学校）校長
- 1906年（明治39年）5月 - 身延尋常小学校退職。東京市富士尋常小学校（現・東京都台東区立富士小学校）勤務
- 1907年（明治40年） - 富士尋常小学校退職。山梨県北巨摩郡龍岡尋常高等小学校（現・韮崎市立甘利小学校）校長
- 1908年（明治41年） - 山梨県北巨摩郡秋田尋常高等小学校（後の北杜市立秋田小学校・廃校）校長
- 1909年（明治42年） - 山梨県北巨摩郡小淵沢尋常高等小学校（現・北杜市立小淵沢小学校）校長
- 1922年（大正13年） - 山梨県北巨摩郡泉高等小学校（現・北杜市立泉小学校）校長
- 1924年（大正15年） - 山梨県北巨摩郡村山西尋常高等小学校校長（現・北杜市立高根西小学校）・組合立村山西農業補習学校長兼助教諭
- 1931年（昭和6年） - 山梨県北巨摩郡村山西尋常高等小学校を依願退職

### 俳人としての経歴
1900年に、赴任先の谷村（現・都留市）で「白雛（はくすう）会」を結成。この会には、正岡子規の愛弟子の新免一五坊や県内の神奈桃村らが参加。
『ホトトギス』1900年（明治33年）7月号に「甲斐谷村」として堀内柳南による「白雛会」発会の報告と柳南の句「花菫美しき児眠りけり」が掲載。
1902年（明治35年）柳南は、子規の愛弟子新免一五坊と共に、「あらゆる文学に志ある人」に呼びかけて、甲府の昇仙峡を巡り「山梨文学大会」を開催。1904年（明治37年）、新派の俳誌「白雛」を発行し、俳句を発表。
1913年（大正2年）、『層雲』に「内観の戸に立秋の草咲けり」を投稿。その句が師道碑（山梨県立農業大学校長坂教場北東の丘の上）の裏面に刻まれている。
柳南40代には『層雲』、同人誌『短詩』に投稿。

### 社会教育・生涯学習に関する活動
大正デモクラシーの影響下に自由教育が開花した大正後期、北巨摩郡では「成人教育」「国語教育」が高い水準で実践されていた。その中心となったのが堀内柳南であった。1923年（大正13年）8月、北巨摩郡教育会主催の夏期大学が秋田村（現・北杜市長坂町）の曹洞宗朝陽山清光寺で開かれ、芥川龍之介が講師として参加した。。
堀内柳南は、北巨摩郡教育会の会長として夏期高原大学を主催した。1921年（大正11年）8月の第1回は、国語教育の第一人者の垣内松三を招いて小淵沢小学校で開催され、1922年（大正12年）8月の第2回は、芥川龍之介（小説家）、得能文（哲学者）、加藤咄堂（宗教家）の3名を講師に秋田村（現・北杜市長坂町）の曹洞宗朝陽山清光寺で行われた。芥川龍之介は、2日から5日まで毎日2時間、「文芸について」のテーマで講義した。この講座は当初『或る女』で有名な有島武郎が予定されていた。
1930年（昭和5年）には、編さん主任として「北巨摩郡勢一班」を刊行した。
また堀内柳南は登山家の一面も持ち、前出の『山岳の宗教』p.17には、特に八ヶ岳について詳細な知識を有していたことが記載されていいたる。「八ヶ嶽新縦走路」と題した記事が、6回にわたり朝日新聞に掲載1919年(大正8年)された。